# Heidi Mark
Heidi Mark es una modelo y actriz estadounidense de origen finlandés. Su padre nació en Helsinki, Finlandia. Trabajó en el bufete de abogados del padre y en Hooters. Fue Playmate del Mes en la revista Playboy en julio de 1995. Antes de ser una Playmate, apareció en la portada del número de abril de 1994 de la revista. 
Mark se casó con Vince Neil de Mötley Crüe el 28 de mayo de 2000 y solicitó el divorcio en agosto de 2001 por "diferencias irreconciliables".

## Filmografía
- Ocean Ave. como Jazz De Guise (4 episodios, 2002–2003)
- Man of the Year (2002) como Carol
- Life Without Dick (2002) como Estríper Guardia de Tráfico
- Rockstar (2001) como la mujer de Kirk
- The Judge (2001) (TV) como Brittany Hill
- Providence (1 episodio, 2001)
- Red shoe diaries 14: Luscious Lola (2000) (V) como Rebecca (segmento "Mercy")
- Diagnóstico Asesinato como Ashley Wellers (1 episodio, 2000)
- Sensación de vivir como Amy (1 episodio, 2000)
- Dharma & Greg como Allison (1 episodio, 2000)
- Cosas de marcianos como Miranda (1 episodio, 2000)
- Embrujadas como Darla (1 episodio, 1999)
- Ally McBeal cuando Alice Gaylor (1 episodio, 1999)
- Hope Island como Stella Cooper (1 episodio, 1999)
- Vacaciones en el mar: the Next Wave como Cruise Director Nicole Jordania (Temporada #1 - 1998)
- Bad As I Wanna Be: The Dennis Roadman Story (1998) (TV) como Annie Bancos
- Steel Chariots (1997) (TV) como Ámbar
- Head Over Heels como Nikki (1 episodio, 1997)
- Weapons of Mass Distraction (1997) (TV) como Cricket Paige
- Swimsuit: The Movie (1997) como Amber Montana Dakota
- Sueños de California como Bailarina (1 episodio, 1996)
- Los vigilantes de la playa como Holly (3 episodios, 1995–1996)
- Matrimonio con hijos como Ashley (3 episodios, 1995–1996)
- High Tide como Dee Dee (2 episodios, 1995)
- Thunder in Paradise 3 (1995) (V) como Alison
- Los vigilantes de la playa: Forbidden Paradise (1995) (V) como Holly
- Deadline for Murder: From the Files of Edna Buchanan (1995) (TV) como Bebe Quinn
- The Young and the Restless (1973) serie de televisión como Sharon Newman #2 (episodios desconocidos, 1994)
- Silk Stalkings como Christine (1 episodio, 1994)
- Fortune Hunter como Karen (1 episodio, 1994)
- Thunder in Paradise (1994) serie de televisión como Allison Wilson (episodios desconocidos)
- Red Shoe Diaries como Rebecca (1 episodio, 1994)